# Desmond-Rebellionen

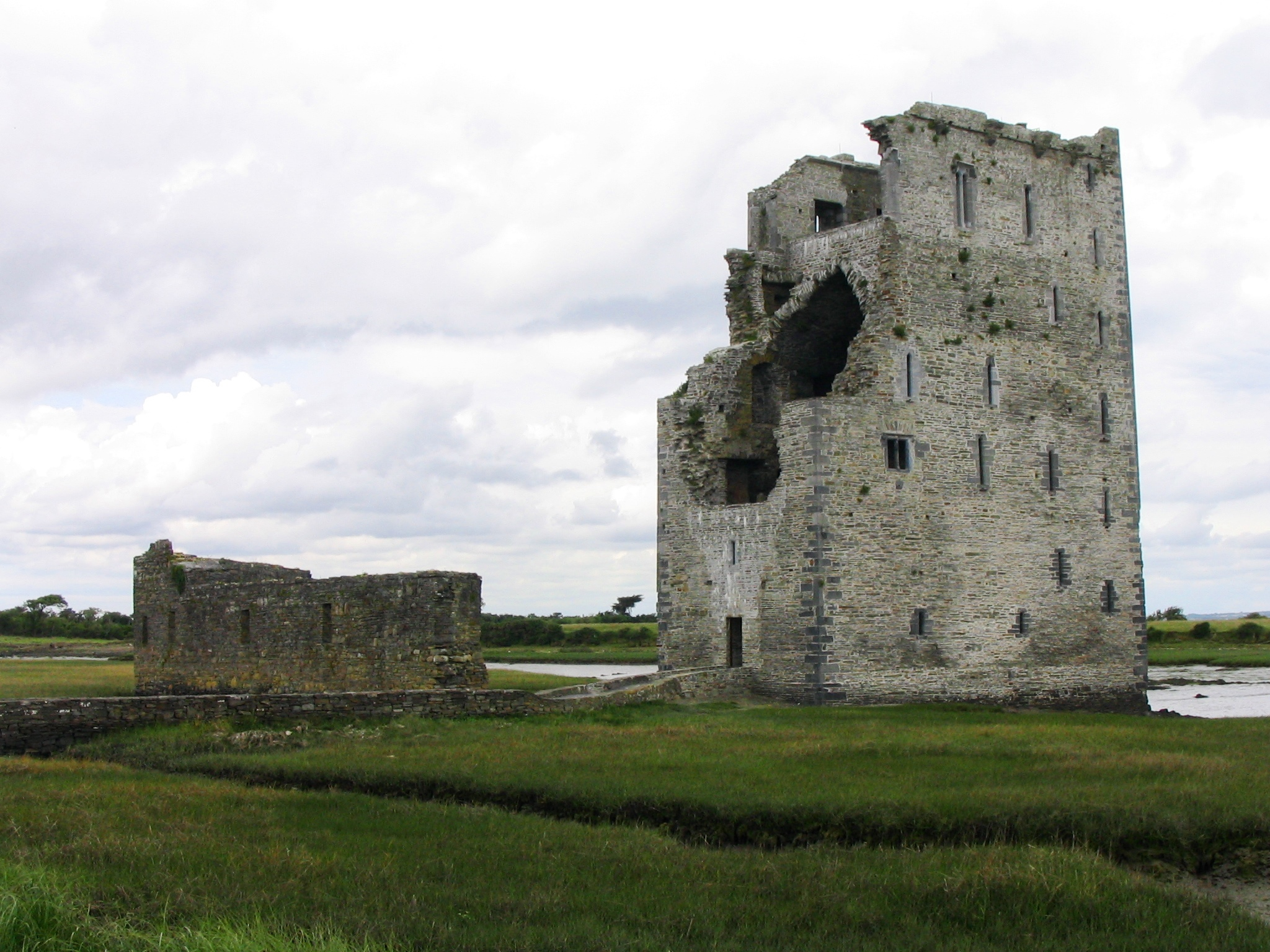
Ruinen von Carrigafoyle Castle, dem Hauptsitz der Earls of Desmond, zerstört während der zweiten Rebellion 1580

Die beiden Desmond-Rebellionen fanden in den 1560er bis 1580er Jahren in der Provinz Munster im südwestlichen Irland statt. Die Rebellionen wurden von der Dynastie der Earls of Desmond (den Fitzgeralds oder Geraldines) initiiert, um die Macht der elisabethanisch-englischen Regierung in Irland zurückzudrängen. Im Detail ging die Rebellion um die Unabhängigkeit der feudalen Lords vom König. Sie vermischte sich mit dem religiösen Konflikt um den kirchlichen Supremat des Königs und damit um Katholizismus und Protestantismus. Das Ergebnis der Rebellionen war die Zerstörung der Desmond-Dynastie und die folgende Kolonisation von Munster (Plantations) mit englischen Siedlern, aber auch die Verfestigung der Gleichsetzung von irisch mit katholisch und englisch mit protestantisch.

## Ursprung
Der Süden Irlands (die Provinzen Munster und Süd-Leinster) war dominiert von den Butlers of Ormonde und den Fitzgeralds of Desmond. Henry Sidney, als Lord Deputy of Ireland Stellvertreter des englischen Königs in Irland, wurde damit beauftragt, die Autorität der englischen Regierung auch über die dortigen (nahezu) unabhängigen Lordschaften zu etablieren. Sein Ziel war es, die örtlichen Lords durch sogenannte lord presidencies zu ersetzen – also provinzielle Militär-Gouverneure, die den Frieden sichern sollten. Die ansässigen Lords sahen in diesen Gouverneuren einen Eingriff in ihren Einflussbereich und in ihr – von jeher gewaltsam ausgefochtenes – Mächtegleichgewicht. Dies führte 1565 zwischen den beiden Dynastien zur Schlacht von Affane in Waterford. Vor allem die Tatsache, dass beide Seiten ihre privaten Banner während der Schlacht präsentierten, war ein Affront gegen die englische Krone – galt dies und die private Schlacht als solche doch als symbolische Ablehnung der englischen Herrschaft. Daraufhin beorderte Elisabeth I. die Anführer beider Lordschaften nach London, um sie zur Rechenschaft zu ziehen. Während Thomas Butler, 3. Earl of Ormonde, der der Cousin der Königin war, begnadigt wurde, wurden Gerald FitzGerald, 14. Earl of Desmond, und seine Brüder John und James verhaftet und im Tower of London eingesperrt.
Dies hinterließ die Munster-Geraldines ohne wirklichen Anführer und die Desmonds in den Händen des Soldaten James FitzMaurice FitzGerald. Fitzmaurice hatte kein Interesse an einer entmilitarisierten Ordnung in Munster. Er war auch bekennender Katholik, beeinflusst durch die Gegenreformation, und sah die elisabethanischen Gouverneure als seine Feinde an. Um diese zu entmutigen und die Vorherrschaft der Desmonds wiederherzustellen, plante er eine Rebellion. Zulauf erhielt er auch durch den Umstand, dass zu dieser Zeit weitere Landenteignungen durch englische Kolonisten stattfanden – dies brachte ihm die Unterstützung wichtiger Clans, wie der MacCarthy Mor, O’Sullivan Beare und O’Keefe.

## Erste Desmond-Rebellion
FitzMaurice begann seine Rebellion mit einem Angriff auf die englische Kolonie in Kerrycurihy im County Cork im Juni 1569. Im Gegenzug mobilisierte Henry Sidney eine große Armee aus englischen Soldaten sowie aus Gegnern der Geraldines und Ormonds und startete mit der Verwüstung der Ländereien der Verbündeten von Fitzmaurice. Die Streitmacht von Fitzmaurice brach daraufhin auseinander, da sich die einzelnen Lords mit ihren Truppen zurückzogen, um ihre eigenen Ländereien zu verteidigen.
Sidney zwang Fitzmaurice schließlich zum Rückzug in die Berge des County Kerry, von wo aus dieser immer wieder kurze, schnelle Ausfälle auf die englischen Truppen unternahm. 1570 hatten sich die meisten Unterstützer von Fitzmaurice Sidney angeschlossen – doch die Angriffe in Guerilla-Art dauerten noch drei Jahre an. Erst im Februar 1573 kapitulierte Fitzmaurice und floh aufs Festland, wo er die katholischen Mächte um Unterstützung bat.
Um die Situation in Irland zu beruhigen, wurden Gerald Fitzgerald und sein Bruder John aus dem Gefängnis entlassen – beide kehrten nach Irland zurück. Obwohl alle beteiligten Anführer gegen Ende der Rebellion kapituliert hatten, sorgte die Art der Unterdrückung für Unmut – vor allem unter den irischen Söldnern (gall oglaigh oder gallowglass genannt), die sich Fitzmaurice angeschlossen hatten. Drury, der neue Lord President von Munster, ließ 700 von ihnen in der Folgezeit der Rebellion hinrichten. Zusätzlich wurden gälische Sitten wie die Brehon Laws, irische Kleidung, Gesang, Poesie und der Unterhalt von Privatarmeen verboten.

## Zweite Desmond-Rebellion
Die zweite Rebellion begann, als James FitzMaurice FitzGerald im Jahr 1579 eine Invasion in Munster unternahm. Während seines Exils in Europa gab er seinem Leben als Soldat der Gegenreformation einen neuen Sinn und vertrat die Auffassung, dass seit der päpstlichen Exkommunikation von Elisabeth I. im Jahr 1570 die katholischen Iren nicht mehr zur Loyalität gegenüber einem ketzerischen Monarchen verpflichtet seien. Der Papst gewährte Fitzmaurice einen Ablass und unterstützte ihn mit Truppen und Geld. FitzMaurice landete im Juli 1579 in Dingle, begleitet von verschiedenen Offizieren, 700 spanischen Soldaten und einer italienischen Kampftruppe. Sofort schloss sich ihm John Fitzgerald an. Auch andere gälische Clans und einflussreiche Familien traten der Rebellion bei.
Gerald, der Earl of Desmond, trat anfangs der Rebellion nicht bei, änderte aber seine Haltung, nachdem er von den englischen Repräsentanten als Verräter bezeichnet wurde. Nachdem FitzMaurice bereits am Anfang der Kampfhandlungen getötet worden war, führten nun John und Gerald die Rebellion an. Sie nahmen die Städte Youghal und Kinsale ein und verwüsteten die Ländereien der Engländer und deren Verbündeter. 1580 griff die Rebellion auf Leinster über – unter der Führerschaft des gälisch-irischen Clanchefs Fiach MacHugh O’Byrne und Lord Baltinglass. Eine 3000 Mann starke englische Armee unter Arthur Grey, 14. Baron Grey de Wilton, wurde ausgeschickt, um sie zu besiegen – stattdessen geriet die Armee in einen Hinterhalt und wurde bei der Schlacht von Glenmalure regelrecht massakriert; 800 Männer starben. Die Rebellen verliehen daraufhin Creon MacMurrough Kavanagh den Titel King of Leinster, den dessen Vorfahren bis zur englischen Eroberung innehatten.
Doch trotz dieses Sieges wendete sich in Munster das Blatt gegen die Rebellen. Englische Truppen und örtlich aufgestellte Einheiten unter der Führung Ormondes konnten die Südküste Irlands zurückerobern. Dabei wurden die Ländereien der Desmonds vernichtet und deren Untergebene getötet. Durch die Belagerung von Carrigafoyle Castle, dem Hauptsitz der Desmonds an der Mündung des Flusses Shannon, konnten die Truppen der Geraldines vom restlichen Land abgeschnitten und so eine Anlandung ausländischer Armeen im Haupthafen von Munster verhindert werden. Denn während der Desmond-Rebellionen zwischen 1569 und 1583 ging die spanische Rolle über die eines Handelspartners hinaus, als sich katholische spanische Truppen mit den katholischen irischen Rebellen gegen die protestantischen Engländer verbanden. Ihr Eingriff war erfolglos und fast das gesamte spanische und päpstlich-italienische Heer – 600 päpstliche Soldaten – wurde von den Engländern in der Smerwick Bucht westlich von Daingean Uí Chúis auf der Dingle-Halbinsel im Fort del Oro (Smerwick Castle), in dem eizenzeitlichen Ringfort Dún An Óir gelegen, im sogenannten Smerwick Massaker von 1580 umgebracht. Der Earl of Ormond (Black Earl) ließ Männer, Frauen und Kinder töten, nahm die Viehbestände an sich und zerstörte die Ernten und Häuser auf der Halbinsel.
Durch die rücksichtslose Politik der verbrannten Erde konnten die englischen Truppen die Schwungkraft der Rebellion brechen. 1581 hatten die meisten Verbündeten von FitzGerald in Munster und Leinster kapituliert.
Für FitzGerald gab es allerdings kein Pardon – er wurde bis zum Ende von königlichen Truppen gejagt. Von 1581 bis 1583 dauerten die Scharmützel an. Im November 1583 endete schließlich die Rebellion, als der Earl in den Slieve Mish Mountains (County Kerry) vom ansässigen Clan von O’Moriarty getötet wurde. Der Anführer des Clans, Maurice, erhielt dafür 1000 Pfund in Silber von der englischen Regierung. Der Kopf von Desmond wurde triumphierend auf der Stadtmauer von Cork zur Schau gestellt.

## Nachwirkungen
Nach drei Kriegsjahren und ruinierten Ländereien traf Munster im Jahr 1582 eine Hungersnot. Im April 1582 schätzte Sir Warham St Leger die Anzahl der Toten in den zurückliegenden sechs Monaten auf 30.000 Menschen. In Städten wie Cork brachen zusätzlich Seuchen aus und töteten weitere. Auch nach dem Ende der Rebellion starben noch Menschen aufgrund der Hungersnot und der Seuchen und bis zum Jahr 1589 waren knapp ein Drittel der Bevölkerung von Munster an den Folgen gestorben. Lord Grey de Wilton wurde wegen seiner extremen Brutalität von Elisabeth I. nach England zurückbeordert.
Die Desmond-Rebellionen markieren einen Wendepunkt in der irischen Geschichte. Obwohl die englische Kontrolle über Irland noch weit davon entfernt war, vollständig zu sein, war die Macht der Geraldines gebrochen und Munster mit englischen Bürgern besiedelt. Die Rückeroberung Irlands durch die Tudors wurde mit dem Neunjährigen Krieg in Ulster und der Besiedlung weiterer Teile des Landes abgeschlossen.